# Фабр-Домерг, Поль
Поль Луи Мари Фабр-Домерг (фр. Paul Louis Marie Fabre-Domergue; 16 августа 1861, Сен-Пьер, остров Мартиника — 28 июня 1940, Париж) — французский зоолог и медик.

## Биография
С 1878 года изучал естественные науки в Тулузе (до 1885 г.), в 1888 г. защитил в Париже докторскую диссертацию по ресничным инфузориям (Ciliata). Затем некоторое время стажировался в области медицины в Больнице Неккер под руководством Огюста Ле Дантю. К проблемам медицины обращался и в дальнейшем — опубликовав, в частности, монографию о карциномах (фр. Les cancers épithéliaux; 1898).
В 1889 году Поль Луи Мари Фабр-Домерг был назначен помощником Жоржа Пуше, заведующего зоологической лабораторией в Конкарно, в 1894 г. возглавил лабораторию, в 1899 г. одновременно с этим был назначен главным инспектором морского рыболовства при морском министерстве. С началом Первой мировой войны добровольно поступил на военную службу и занимался изготовлением вакцины против тифа. В 1921 г. вышел на пенсию.
Опубликовал ряд работ по рыбоводству. Разработал (в соавторстве с Эженом Бьетри) специальную аппаратуру для искусственного разведения морского языка.
Кавалер Ордена Почётного легиона (1910).

## Публикации
- «Recherches anatomiques et physiologiques sur les Infusoires ciliés» («Ann. Sc. Naturelles», 1888)
- «Études sur l’organisation des Urcéolaires» («Journ. de l’Anat.», 1888)
- «Sur le système vasculaire contractil des Infusoires ciliés» («Soc. de Biol.», 1890)
- «Études sur le Trachelius ovum» («J. d. l’Anat.», 1891)
- «Discussion sur l’origine coccidienne du Cancer» («Ann. d. Micrographie», 1894)
- «Recherches biologiques applicables à la pisciculture marine» (вместе с Эженом Бьетри, «Ann. Sc. nat.», 1885)
- «Étude sur le rôle et les procédés de la Pisciculture marine» («Bull. mar. marchande», 1900)